# Rosine Bet
Rosine Bet, connue également sous le nom de Paulette Caverac, née le 27 novembre 1924 à Conegliano et morte à Toulouse le 3 mars 1944, est une résistante d'origine italienne engagée en Haute-Garonne dans la Résistance française. Elle est membre de la 35e brigade des Francs-tireurs et partisans - Main-d'œuvre immigrée (FTP-MOI), dite brigade Marcel Langer.

## Biographie
Rosine Bet est née le 27 novembre 1924 à Conegliano, en Italie, au sein d'une famille communiste et antifasciste.
Au cours de l'entre-deux-guerres, sous la pression du pouvoir fasciste italien, la famille Bet émigre en France et s'installe dans le Lot-et-Garonne pour reprendre une exploitation agricole abandonnée,. Un temps, fermier d'un industriel lyonnais au château de Téroncle, le père de Rosine s'installe ensuite avec sa famille à Verteuil-d'Agenais. Les Bet entretiennent des liens étroits avec d'autres familles italiennes proches du parti communiste italien et de la résistance antifasciste : les Lessica, les Lorenzi ou encore les Titonel. Pendant la Seconde Guerre mondiale, ces dernières s'engagent dans la Résistance intérieure et quadrillent une zone comprenant Montclar d'Agenais, Verteuil-d'Agenais et Castelculcier, elles servent notamment de base arrière à la 35e brigade.
Rosine Bet a également un frère, Auguste, garibaldien, ancien membre des brigades internationales et résistant.

### Résistance
Durant la Seconde Guerre mondiale, Rosine Bet entre dans la Résistance ; elle a alors 18 ans. Elle est l'une des premières femmes à rejoindre la 35e brigade FTP MOI dite brigade Marcel Langer, sous la fausse identité de Paulette Caverac et prend le pseudonyme d'Yvette,,,. Elle commence comme agent de liaison entre les différentes unités de la brigade, principalement entre le Tarn et Toulouse, mais aussi entre l'unité La Camargnole de Lyon et la 35e de Toulouse.
Fin février 1944, la brigade décide d'organiser un attentat contre le cinéma Les Variétés à Toulouse, dans lequel la milice de Vichy projette des films de propagande nazie tels que Le Juif Süss et La Libre Amérique. Ce cinéma est aussi connu pour organiser des conférences et meetings hitlériens, comme ceux du Professeur Grimm ou encore de Philippe Henriot. Rosine Bet, Enzo Godeas et David Freiman se portent volontaires pour cette mission fixée au 1er mars 1944,,. Une bombe à retardement doit être déposée pour exploser entre deux séances mais elle explose prématurément. David Freiman qui la porte meurt sur le coup. Enzo Godeas, brûlé aux deux jambes est soigné à l'Hôtel-Dieu puis transféré à la prison Saint-Michel. Condamné à mort par une cour martiale, il est fusillé le 21 juin 1944. Grièvement blessée, Rosine Bet est amenée à l’Hôtel-Dieu où elle est interrogée par la police française. Elle meurt deux jours après des suites de ses blessures.
Elle est enterrée au cimetière de Colayrac-Saint-Cirq dans le Lot-et-Garonne.

## Distinctions
- Croix de guerre 1939–1945
- Médaille de la Résistance française

## Hommages
- Une place de la ville de Toulouse[15],[16], ainsi qu'une maison d'accueil spécialisée située à Saint-Lys à l'ouest de Toulouse portent son nom[17].
- L'Amicale de la 35e brigade Marcel-Langer FTP MOI a choisi la date du 3 mars pour honorer la mémoire de Rosine Bet, David Freiman et Enzo Godeas[14].
- En 2023, à Toulouse, l'exposition Portraits de France et Portraits de Toulouse expose son portrait parmi celui d'autres personnalités connues et oubliées, issues de la diversité et ayant marqué le récit national français[18].